# Gerolamo Teodoro Trivulzio

Stemma base della famiglia Trivulzio

Gerolamo Teodoro Trivulzio (Milano, intorno al 1480 – Lodi, 1524) è stato un nobile e condottiero italiano.

## Biografia
Era figlio di Gian Fermo Trivulzio e di Margherita Valperga.
A causa dell'odio verso la famiglia Trivulzio, venne esiliato da Milano da Ludovico il Moro nel 1499. Militò nelle file del re di Francia diventando uno dei migliori condottieri della corona, ricomensato con la nomina a senatore di Milano nel 1512 e successivamente con cavaliere dell'Ordine di San Michele.
Si trovava a governare Piacenza nel 1521 quando papa Leone X si mise contro la Francia: bandì dalla città tutti gli esponendi della famiglia Landi che parteggiavano per l'Impero. Gerolamo diede prova di valore nella difesa di Piacenza contro Pier Maria Scotti, a capo della fazione degli imperiali.
Quando i francesi furono costretti ad abbandonare l'Italia, Gerolamo si ritirò e nel 1524 accompagnò il re Francesco I di Francia nella sua impresa alla conquista di Milano. Sorpreso nelle sue terre di Melzo da Fernando Francesco d'Avalos, marchese di Pescara al servizio degli imperiali, venne fatto prigioniero e tradotto nella torre di Lodi, dove morì nel 1524.

## Discendenza
Gerolamo Teodoro sposò Antonia da Barbiano di Belgojoso dalla quale ebbe numerosi figli:
- Gian Giacomo Teodoro (1520-1577), condottiero
- Catalano (?-1559), vescovo di Piacenza
- Caterina (?-1534), sposò Daniele Anguissola
- Antonio (1514-1559), cardinale
- Scaramuzza (?-1554), religioso
- Alessandro (?-1553), scudiero al servizio della Francia
- Laura, monaca
- Francesco (?-1578), militare al srvizio della Francia
- Giorgio (?-1583), condottiero al servizio di Carlo V

Ebbe anche un figlio naturale, Gianfermo, religioso.